# Aleksi Virolainen
Aleksi „Aleksib“ Virolainen (* 30. März 1997) ist ein finnischer E-Sportler in der Disziplin Counter-Strike 2. Er spielt aktuell für das Team Natus Vincere.

## Karriere
Virolainen begann seine professionelle Karriere 2015. Nach einigen kleineren Stationen wechselte er im August 2016 zum finnischen Clan Ence. Nachdem er im Dezember Ence wieder verlassen hatte, wechselte er zum Team ENCORE. Im Mai des folgenden Jahres wurde er mit seinen Mitspielern vom Team Havu Gaming übernommen. Bei Havu Gaming spielte er hauptsächlich in lokalen Turnieren und in Qualifikationsturnieren. Bei der StarLadder i-League Invitational #2 erreichte er zudem einen 7.–8. Platz.
Im April 2018 wechselte Virolainen zurück zur Organisation Ence. In diesem Jahr gewann er die StarSeries & i-League CS:GO Season 6 und die DreamHack Open Winter 2018. Überdies erreichte er das Finale bei der DreamHack Open Montreal 2018.
Zu Beginn des folgenden Jahres spielte er mit dem IEM Major: Katowice 2019 sein erstes Major-Turnier, welches er nach einer 2:0-Niederlage gegen Astralis auf dem zweiten Platz beendete. Anschließend siegte er bei der Blast Pro Series: Madrid 2019. Zudem erreichte er den zweiten Platz bei der DreamHack Masters Dallas 2019, der IEM XIV - Chicago, den dritten Rang bei der Blast Pro Series: São Paulo 2019 und das Halbfinale bei der cs_summit 4. Im zweiten Major des Jahres, dem StarLadder Major:Berlin 2019, erzielte er den geteilten 5.–8. Platz. Im Dezember wechselte er zur europäischen Organisation OG. Im ersten Turnier mit seinem neuen Team, der cs_summit 5, erreichte er das Halbfinale.
2020 erzielte er den zweiten Rang bei der IEM XV - New York Online: Europe, der Flashpoint Season 2. Zudem erreichte er den dritten Platz bei der cs_summit 6 Online: Europe und das Halbfinale bei der DreamHack Open Summer 2020: Europe, wo er jeweils gegen den späteren Sieger Berlin International Gaming ausschied.
2021 gewann Virolainen das Spring Sweet Spring #2. Überdies erreichte er das Finale bei der IEM XVI - Summer und das Halbfinale bei der ESL Pro League Season 14.
Im Januar des folgenden Jahres wechselte er zu G2 Esports. Mit G2 Esports erreichte er das Finale bei der IEM Katowice 2022 und das Halbfinale beim Blast Premier: Spring Finals 2022. Das PGL Major Antwerp 2022 beendete er auf dem 9.–11. Rang. Nachdem er im August auf die Bank gesetzt worden war, wechselte er im September zum schwedischen Clan Ninjas in Pyjamas. In diesem Jahr erreichte er mit Ninjas in Pyjamas das Halbfinale beim Blast Premier: Fall Finals 2022 und den 15.–16. Rang im IEM Major: Rio 2022.
2023 erzielte er im BLAST.tv Major: Paris 2023 den 9.–11. Platz. Nachdem er im Juni bei Ninjas in Pyjamas auf die Bank gesetzt worden war, wechselte er wenige Wochen später zur ukrainischen Organisation Natus Vincere. Mit seinem neuen Team erreichte er in diesem Jahr das Finale in der ESL Pro League Season 18 sowie das Halbfinale im Blast Premier: World Final 2023. Im PGL Major: Kopenhagen 2024 gewann er seinen ersten Major-Titel. Im Verlaufe des Jahres siegte Virolainen ebenfalls beim Esports World Cup 2024, der ESL Pro League Season 20 und der Intel Extreme Masters Rio 2024. Zudem erreichte er das Finale im Blast Premier: Spring Final 2024 und dem Blast Premier: Fall Final 2024. Im Perfect World Major: Shanghai 2024 erreichte er den 9.–11. Platz.
2025 erzielte er den 3.–4. Rang im Blast Bounty Spring 2025 und der Intel Extreme Masters Katowice 2025.

## Erfolge
Dies ist ein Ausschnitt der Erfolge von Virolainen. Da Counter-Strike in Wettkämpfen stets in Fünfer-Teams gespielt wird, beträgt das persönliche Preisgeld ein Fünftel des gewonnenen Gesamtpreisgeldes des Teams.
| Jahr                             | Platz                            | Turnier                              | Team                             | Persönliches Preisgeld           |
| Counter Strike: Global Offensive | Counter Strike: Global Offensive | Counter Strike: Global Offensive     | Counter Strike: Global Offensive | Counter Strike: Global Offensive |
| -------------------------------- | -------------------------------- | ------------------------------------ | -------------------------------- | -------------------------------- |
| 2018                             | 2.                               | DreamHack Open Montreal 2018         | Ence                             | 04.000 $                         |
| 2018                             | 1.                               | StarSeries & i-League CS:GO Season 6 | Ence                             | 025.000 $                        |
| 2018                             | 1.                               | DreamHack Open Winter 2018           | Ence                             | 010.000 $                        |
| 2019                             | 2.                               | IEM Major: Katowice 2019             | Ence                             | 030.000 $                        |
| 2019                             | 3.                               | Blast Pro Series: São Paulo 2019     | Ence                             | 05.000 $                         |
| 2019                             | 1.                               | Blast Pro Series: Madrid 2019        | Ence                             | 025.000 $                        |
| 2019                             | 3.–4.                            | cs_summit 4                          | Ence                             | 04.000 $                         |
| 2019                             | 2.                               | DreamHack Masters Dallas 2019        | Ence                             | 010.000 $                        |
| 2019                             | 2.                               | IEM XIV - Chicago                    | Ence                             | 010.000 $                        |
| 2019                             | 3.–4.                            | cs_summit 5                          | OG                               | 04.300 $                         |
| 2020                             | 3.                               | cs_summit 6 Online: Europe           | OG                               | 03.400 $                         |
| 2020                             | 3.–4.                            | DreamHack Open Summer 2020: Europe   | OG                               | 01.750 $                         |
| 2020                             | 2.                               | IEM XV - New York Online: Europe     | OG                               | 06.000 $                         |
| 2020                             | 2.                               | Flashpoint Season 2                  | OG                               | 050.000 $                        |
| 2021                             | 1.                               | Spring Sweet Spring #2               | OG                               | 08.000 $                         |
| 2021                             | 2.                               | IEM XVI - Summer                     | OG                               | 08.400 $                         |
| 2021                             | 3.–4.                            | ESL Pro League Season 14             | OG                               | 011.000 $                        |
| 2022                             | 2.                               | IEM Katowice 2022                    | G2 Esports                       | 036.000 $                        |
| 2022                             | 3.–4.                            | Blast Premier: Spring Finals 2022    | G2 Esports                       | 08.000 $                         |
| 2022                             | 3.–4.                            | Blast Premier: Fall Finals 2022      | Ninjas in Pyjamas                | 08.000 $                         |
| 2023                             | 2.                               | ESL Pro League Season 18             | Natus Vincere                    | 018.000 $                        |
| Counter-Strike 2                 |                                  |                                      |                                  |                                  |
| 2023                             | 3.–4.                            | Blast Premier: World Final 2023      | Natus Vincere                    | 017.000 $                        |
| 2024                             | 1.                               | PGL Major: Kopenhagen 2024           | Natus Vincere                    | 0100.000 $                       |
| 2024                             | 1.                               | Esports World Cup 2024               | Natus Vincere                    | 080.000 $                        |
| 2024                             | 2.                               | ESL Cologne 2024                     | Natus Vincere                    | 0180.000 $                       |
| 2024                             | 1                                | ESL Pro League Season 19             | Natus Vincere                    | 034.000 $                        |
| 2024                             | 2.                               | Blast Premier: Fall Final 2024       | Natus Vincere                    | 017.000 $                        |
| 2024                             | 1.                               | ESL IEM Rio                          | Natus Vincere                    | 020.000 $                        |
| 2025                             | 3.–4.                            | Blast Bounty Spring 2025             | Natus Vincere                    | 04.500 $                         |
| 2025                             | 3.–4.                            | IEM Katowice 2025                    | Natus Vincere                    | 016.000 $                        |